# Вудард, Бен
Бен Вудард (англ. Ben Woodard) — современный философ, писатель, блогер, специалист в области медиа, натурфилософии XIX века, кино и литературы в жанре хоррор и видеоигр, сотрудник Университета Люнебурга в Германии. Считается представителем спекулятивного реализма.

## Биография
Получил степень бакалавра в области изящных искусств в университете Аризоны и степень магистра в Европейской высшей школе. В 2015 получил степень доктора философии на факультете теории и критики в Western University. Ведет философский блог.

## Основные концепции
Как и многие современные философы Бен Вудард заимствует концепции из литературы, научной фантастики (Лавкрафт, Томас Лиготти), видеоигр, комиксов и фильмов. Вударда считают представителем современной философии пессимизма. Сам он полагает, что рассматривать судьбу человеческой расы с учётом неизбежности тепловой смерти Вселенной не то же самое, что быть настроенным пессимистично по отношению к местной политической или социальной ситуации. Пессимизм по Вударду обладает силой прояснения в том смысле, что он дает понять, что люди могут сделать в подходящем масштабе, без того чтобы привносить туда более высокие или низкие чувства. Темный витализм Бена Вударда учит воспринимать грибы как материальную импликацию некоего зловещего Оно, не обладающего даже подсознательными и бессознательными импульсами в связи с отсутствием у грибов психики. Сегментация территорий, смешивание вещественных потоков, детерриторизация — все эти возможности (даже как виртуальности) порождают страх человека перед грибом. В качестве примера подобного страха Вудард приводит «серую слизь», мотивы которой возникают в научной фантастике и расу грибов Ми-Го из творчества Говарда Лавкрафта. Также Вудард считает, что Джеймс Джойс демонстрирует «грибной характер» материального мира в предпоследней главе «Улисса», показывая содержимое полки Молли Блум. Бездонные размеры полки, бесконечное количество абсолютно ненужных, не связанных между собой предметов, непонятно каким образом там оказавшихся. Вудард определяет это словом «хаокосмос». Чистая территоризированная бесконечность, наглядная демонстрация первичного химического бульона, химической слизи. Одновременно с этим, Бен Вудард пишет, что даже этому хаокосмосу, который не подчиняется никаким строгим законам, присуща определенная организация, система.

## Книги
- 1. Woodard B. Slime Dynamics — Zero Books; 28 Sept. 2012 — 84 с. — ISBN 978-1780992488

Бен Вудард. Динамика слизи — Издательство:	Гиле Пресс; 2016 — 84 c. — ISBN 978-5-9906611-3-4
- 2. Woodard B. On an Ungrounded Earth: Towards a New Geophilosophy — Punctum Books; 2013 — 118 c. — ISBN 978-0615785387

## Видео
- Лекция Бена Вударда и Карен Саркисовой «Захватническая морфология» Архивная копия от 8 марта 2022 на Wayback Machine
- Ben Woodard: The Earth is Not the World
- Ben Woodard : Is Philosophy Fiction?